# Kathleen Tocke
Kathleen Tocke (Búfalo, 14 de junio de 1978) es una deportista estadounidense que compite en vela en las clases 470, Snipe, 49er FX, Europe, Laser Radial, RS:X.
Compitió a nivel universitario con el equipo de vela de Hobart and William Smith Colleges.
Ha sido miembro del equipo nacional de vela de Estados Unidos en las clases Europe, RS:X y 49er FX; y del equipo de Estados Unidos en los Juegos Panamericanos en la clase Snipe. 
En la clase Snipe ha ganado tres medallas en los Juegos Panamericanos (plata en 2011, bronce en 2015 y plata en 2023), un campeonato del mundo máster (2016), un campeonato del hemisferio occidental y oriente (2018), seis campeonatos de América del Norte (2007, 2008, 2013, 2017, 2018 y 2019), un Campeonato de Europa Femenino (2019) y ocho campeonatos de Estados Unidos (2003, 2008, 2009, 2010, 2011, 2019, 2021 y 2022).  